# أولاد بنيخلف لفاكا (أولاد علي الشباب الشمالية)
أولاد بنيخلف لفاكا هو دُوَّار يقع بجماعة شويحية، إقليم بركان، جهة الشرق في المملكة المغربية. ينتمي الدوّار لمشيخة أولاد علي الشباب الشمالية التي تضم 8 دواوير. يقدر عدد سكانه بـ 388 نسمة حسب الإحصاء الرسمي للسكان والسكنى لسنة 2004.

## روابط خارجية
- البوابة الوطنية للجماعات الترابية
- المندوبية السامية للتخطيط